# Eurokod 5
Eurokod 5 (EC 5, EN 1995): Projektowanie konstrukcji drewnianych – Norma
Europejska, wchodzi w skład Eurokodów, dotyczy projektowania metodą stanów granicznych
oraz wykonywania budynków i obiektów budowlanych z drewna i materiałów drewnopochodnych.
Zawiera również reguły techniczne projektowania złączy z zastosowaniem łączników metalowych.
Bezwzględnie stosowana łącznie z EN 1990 i EN 1991.

## Pakiet Eurokod 5[2]
| EN 1995-1-1 | Część 1-1 | Postanowienia ogólne. Reguły ogólne i reguły dotyczące budynków             |
| EN 1995-1-2 | Część 1-2 | Postanowienia ogólne. Projektowanie konstrukcji z uwagi na warunki pożarowe |
| EN 1995-2   | Część 2   | Mosty                                                                       |